# Biker

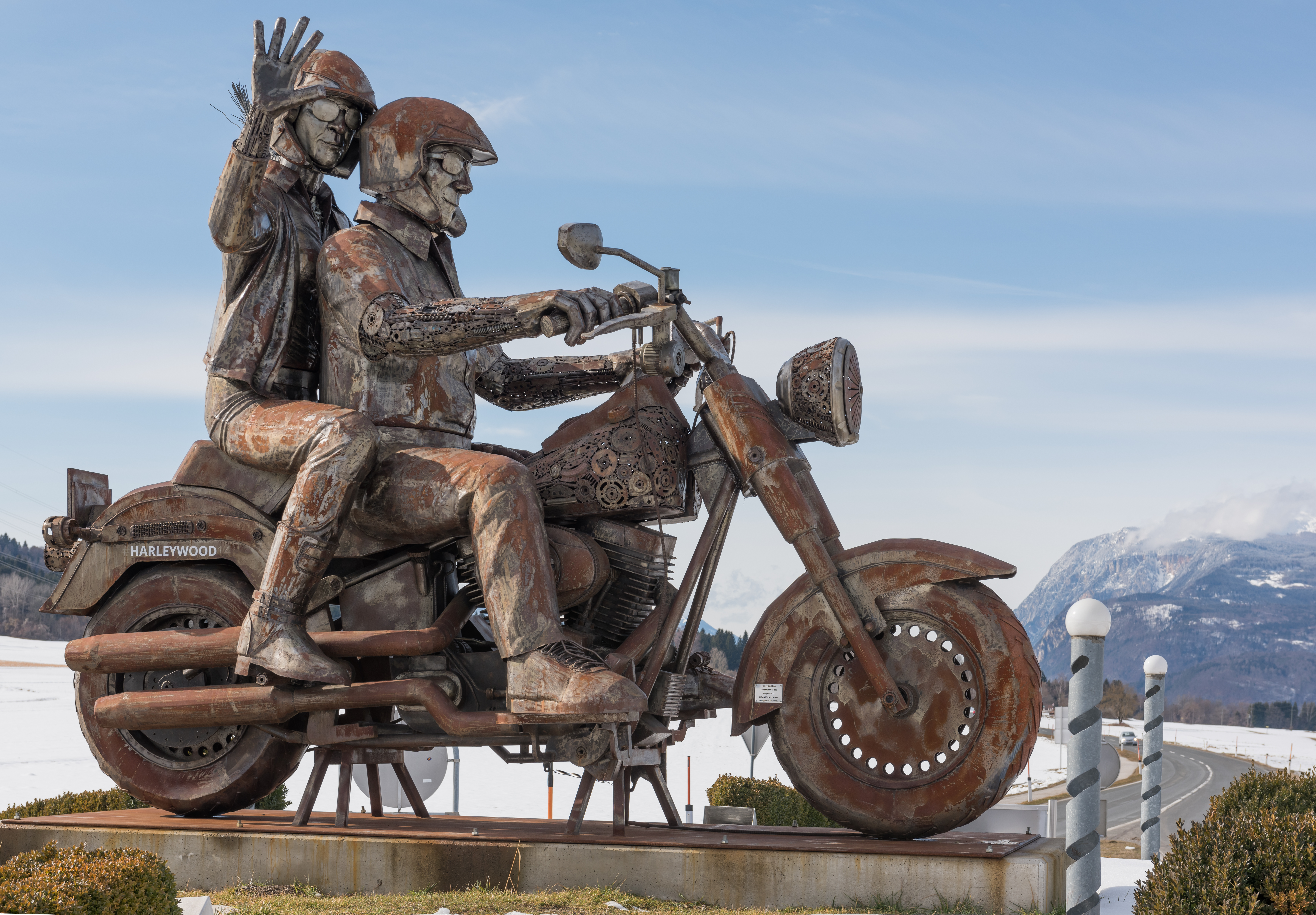
Skulptur föreställande två biker i Finkenstein am Faaker See.

Biker är en person tillhörig motorcykelburen subkultur från åtminstone 1970-talet. En biker är företrädesvis en person som äger och kör en chopper eller en bobber, till skillnad från en person som kör en caféracer som istället kan kallas till exempel knutte eller rocker. 
Skinnknutte var en ung mc-åkare på 40- och 50-talet iförd midjekort jacka med 2 eller 4 blixtlås, kraftiga vadderingar på axlar och armbågar. Ofta även skinnbyxor i breechesmodell och med lika kraftiga vadderingar över knäna. Ett njurbälte i läder och en Vegamössa gjorde bilden fullständig.
Namnet Knutte förekommer i svensk media från 1952 och Spätta från 1951. Ordet knutte är en kortform av skinnknutte. Detta ord, som syftar på motorcyklisternas skinnkläder, skapades 1950 av kåsören Lennart Nyblom (Red Top).
Spätta är en feminin term för kvinnliga personer tillhörande denna subkultur. Ordet spätta avsåg från början motorcyklarnas avgasrör, som såg ut som en plattfisk. Tjejerna kunde också kallas bönor, (därav ordet bönpall).